# Ben Gijsemans
Ben Gijsemans, né le 14 février 1989 à Lierre (province d'Anvers), est un auteur de bande dessinée, illustrateur et animateur belge néerlandophone.

## Biographie
Ben Gijsemans naît le 14 février 1989 à Lierre,.
Il obtient son master en arts visuels à l'Académie royale des beaux-arts de Gand en 2012. Il passe ensuite une autre année dans la section néerlandophone de l'Institut Saint-Luc à Schaerbeek, où il obtient son master en bande dessinée en 2013. En terme d'influences en arts graphiques et de narration visuelle, on relève Winsor McCay, Joost Swarte et Charlie Chaplin. Il apprécie également les œuvres des romanciers graphiques Chris Ware, Olivier Schrauwen, Simon Hanselmann, Brecht Evens, Jeroen Janssen et Cyril Pedrosa.

### Hubert
Son projet de fin d'études est constitué des trois premiers chapitres de son premier roman graphique, Hubert publié par Oogachtend en 2014. Hubert est un homme d'âge moyen introverti qui a du mal à s'installer dans sa ville natale de Bruxelles. Ses contacts sociaux limités sont maladroits et douloureux. La lumière dans sa vie est sa visite hebdomadaire au Musée d'Art, où il se plonge dans la beauté de la figure féminine. L'utilisation faite par l'auteur de panneaux répétitifs révèle le rythme monotone de la vie d'Hubert. Dans ce premier ouvrage, l'auteur révèle son grand sens des complexités du comportement humain, qu'il dépeint avec un soin méticuleux. Selon Thierry Bellefroid : « Dans un style inimitable qui emprunte aussi bien au peintre Fernand Khnopff qu’à l’auteur de BD américain Chris Ware (Jimmy Corrigan), Gijsemans nous propose un livre extrêmement troublant, traversé par une réflexion constante sur le temps. L’utilisation de la page comme unité temporelle a rarement été poussée si loin. ». Cet ouvrage est bien reçu tant en Belgique qu'à l'étranger et il lui vaut d'être récipiendaire du prix Silvester des débutants doté d'un montant de 1 000 euros est traduit en français sous le même titre et publié aux éditions Dargaud,,, en 2016. Hubert est également traduit en allemand et en anglais. L'ouvrage fait l'objet d'une exposition au Musées royaux des Beaux-Arts de Belgique à Bruxelles en 2016.

### Aaron
Il lui faut six ans pour terminer son roman graphique suivant, Aaron publié par Oogachtend en 2020. Il est traduit en français l'année suivante chez le même éditeur. Aaron est un étudiant de vingt ans, qui passe l'été chez lui pour préparer ses examens de rattrapage. Mais au lieu d’étudier, il lutte contre des désirs sexuels précaires. Il illustre la peur d'Aaron face à ses sentiments pédophiles avec beaucoup de subtilité et de nuances. Utilisant très peu de dialogues et une disposition stricte de douze cases par page, l'auteur propose une étude de personnage presque claustrophobe, qui laisse beaucoup à la propre interprétation du lecteur. Le refuge du personnage dans les bandes dessinées, pastiches légers des bandes dessinées américaines classiques de super-héros, offre un charmant contrepoids au sujet par ailleurs lourd. Malgré son thème controversé, Aaron est largement salué pour ses qualités littéraires. L'auteur affirme lors d'interviews que son livre ne parle pas de pédophilie, mais d'une personne coincée entre ses propres luttes intérieures et la perception des autres.

### Les Fidèles
Il sort son troisième roman graphique De kerkgangers publié par Oogachtend en 2022 et traduit en français sous le titre Les Fidèles, publié par Dargaud Benelux en 2023,,. Dans cet ouvrage, il met en scène Harold âgé de 14 ans et son petit frère Carl pendant l'été 1994 qui passent des vacances monotones marquées par des devoirs religieux imposés à savoir prière à chaque repas et messe dominicale. Peter, un de leurs amis, va les sortir de cet ennui avec la découverte d'une image pornographique.

### Autres activités
Outre ses romans graphiques, il travaille comme animateur et illustrateur indépendant. Durant ses études à Gand, il réalise le court métrage d'animation burlesque Coppers en 2012, composé de plans de 18 films différents de Buster Keaton. En 2015, il est aussi animateur sur le court métrage Deadly Drive-in Disaster. Ses œuvres sont également publiées dans le journal De Standaard et sur des disques long-playing comme Voluntary Blindness de Isle of Men en 2015. 

## Œuvres

### Albums de bande dessinée en français
- Hubert[17],[18],[19], Dargaud Benelux, Bruxelles, 29 janvier 2016
Scénario, dessin et couleurs : Ben Gijsemans -  (ISBN 9782505064091)
- Aaron[11],[20],[21],[22], Dargaud, Bruxelles, 27 août 2021
Scénario, dessin et couleurs : Ben Gijsemans -  (ISBN 978-2-505-08769-4) — Traducteur : Daniel Cunin.
- Les Fidèles[13],[14],[15],[23], Dargaud Benelux, Bruxelles, 14 avril 2023
Scénario, dessin et couleurs : Ben Gijsemans -  (ISBN 9782505119852)

### Expositions

#### Expositions individuelles
- Focus, Musées royaux des Beaux-Arts de Belgique, Bruxelles du 12 février au 17 avril 2016[10],[24].
- Hubert, Galerie Champaka, Bruxelles du 17 juin au 20 juillet 2016[3],[25].

#### Expositions collectives
- La nouvelle BD flamande, Centre belge de la bande dessinée, Bruxelles, du 19 septembre 2017 au 3 juin 2018[26].

### Filmographie
- 2012 : Ideas and Smoke[27], réalisateur, court métrage, 13 min
- 2015 : Deadly Drive-in Disaster[16], animateur, court métrage, 3 min.

## Prix et distinctions
- 2016 :  prix Silvester des débutants décerné à Harlem pour Hubert[28],[5].

#### Livres
: document utilisé comme source pour la rédaction de cet article.
- Philippe Mellot, Michel Denni, Laurent Turpin et Isabelle Morzadec, Trésors de la bande dessinée : BDM 2023-2024 - Catalogue encyclopédique et Argus, Paris, Les Arènes, novembre 2022, 23e éd., 1677 p., ill. ; 23 cm (ISBN 9791037507280, OCLC 1351462460, présentation en ligne), p. 23, 612. .

#### Périodiques
- Olivier Van Vaerenbergh, « [La BD de la semaine] Hubert, de Ben Gijsemans », Focus Vif,‎ 19 février 2016 (lire en ligne , consulté le 29 novembre 2023).
- (nl) Ben Gijsemans (interviewé par Michaël Bellon), « Ben Gijsemans verbluft met zijn tweede graphic novel ‘Aaron’ », Bruzz,‎ 12 septembre 2020 (lire en ligne, consulté le 29 novembre 2023).
- Olivier Van Vaerenbergh, « [la bd de la semaine] Aaron, de Ben Gijsemans : malaise flamand », Focus Vif,‎ 21 septembre 2021 (lire en ligne , consulté le 29 novembre 2023).
- Olivier Van Vaerenbergh, « Ben Gijsemans », Focus Vif,‎ 14 décembre 2022 (lire en ligne , consulté le 29 novembre 2023).